# Список послов Великобритании в Сальвадоре
Посол Великобритании в Республике Эль-Сальвадор (англ. Ambassador of the United Kingdom to the Republic of El Salvador) — дипломатический представитель Великобритании в Сальвадоре.  Штаб-квартира посольства располагается в Сан-Сальвадоре.
В 1945—2003 годах назначался по совместительству посол в Гватемале, а в 1982—1991 годах — в Гондурасе.
Послом с 19 марта 2015 года является Бернхард Карсайд.

## Список послов

### Чрезвычайные посланники и полномочные министры
- 1945—1948: Норман Майерс
- 1948—1949: Гарри Степто
- 1949—1950: Дэниел Брикелл
- 1950—1953: Ральф Смит
- 1953—1956: Вивиан Холт
- 1956: Фредерик Эверсон

### Чрезвычайные и полномочные послы
- 1956—1960: Фредерик Эверсон
- 1960—1967: Джеффри Кирк
- 1967—1971: Майкл Веннер
- 1971—1975: Донован Клибборн
- 1975—1977: Альберт Хьюз
- 1977—1979: Ахиллес Пападопулос
- 1980—1982: Джон Браун
- 1982—1983: Колум Шарки
- 1984—1987: Брайан Уайт
- 1987—1989: Дэвид Джой
- 1989—1991: Питер Стримс
- 1991—1995: Майкл Коннор
- 1995—1999: Иэн Геркен
- 1999—2003: Патрик Морган
- 2003—2006: Ричард Лаверс[англ.]
- 2006—2009: Иэн Хьюз[англ.]
- 2009—2012: Джули Чаппелл
- 2012—2014: Линда Кросс
- 2014—2015: Нед Холборн
- 2015—н. в.: Бернхард Карсайд